# Polizeisportvereinigung Wien
Die Polizeisportvereinigung Wien ist ein österreichischer Freizeit- und Dienstsportverein mit 26 Sektionen und 24 Sportgruppen und verfügt derzeit über 10.000 Mitglieder. Sie wurde in der Ära des Polizeipräsidenten und späteren Bundeskanzlers Johann Schober im Jahr 1918 gegründet und ist seit 1949 im 22. Wiener Gemeindebezirk Donaustadt im Stadtteil Kaisermühlen beheimatet.
Die wichtigsten Sektionen der Polizeisportvereinigung sind heute Eishockey, Faustball, Fechten, Fußball, Gesundheitssport, Gewichtheben, Golf, Gymnastik & Turnen, Judo, Kanu, Krav Maga, Motorsport, Mountainbike, Radsport, Reiten, Ringen, Schach, Schießsport, Skilauf, Sportkegeln, Tennis, Tischtennis und Yachtsport. Großer historischer Bedeutung kommt zudem der ehemaligen Handball-Sektion bei.

## Das Präsidium
Das Präsidium setzt sich aus dem geschäftsführenden Landespolizeipräsidenten Gerhard Pürstl und den Landespolizeivizepräsidenten Michaela Kardeis, General Karl Mahrer und Hofrat Michael Lepuschitz zusammen. Die sportliche Leitung obliegt Regierungsrat Franz Koci und Gruppeninspektor Erwin Böhm.

## Ausgewählte Sektionen

### Eishockey
Die Eishockeysektion der Polizeisportvereinigung nennt sich EC Vienna Ice Tigers und spielt derzeit in der vierten Spielstufe, der Wiener Unterliga. Der Trainingsort der Ice Tigers ist der Eisring Süd in der Windtenstraße. Die Saison 2005/06 beendeten die Ice Tigers auf dem fünften Rang.

### Handball
Die heute nicht mehr existierende Handballsektion zählte einst zu den erfolgreichsten der Polizei SV. Nachdem Ende des Zweiten Weltkriegs die ersten bundesweiten österreichischen Meisterschaften der Herren und Damen vom ÖHB ausgeschrieben wurde, zählte die Herrenmannschaft des Vereins zu den besten des Landes und stand im harten Konkurrenzkampf mit dem ATSV Linz. Dennoch gelang es 1948 und 1949 zweimal in Folge österreichischer Handball-Meister zu werden.
- 2 × Österreichischer Feldhandballmeister: 1948, 1949

### Fußball
Die Fußballsektion der Polizeisportvereinigung Wien wurde 1918 gegründet und spielte in den 1930er und 1940 für einige Jahre in der II. Liga, der damaligen zweiten österreichischen Spielstufe. Nach diesen Erfolgen trat die Fußballmannschaft über Jahrzehnte kaum in Erscheinung. Erst 1996 konnte mit dem Titelgewinn in der Unterliga B der Aufstieg in die Wiener Stadtliga gefeiert werden. Ein Jahr darauf fusionierte die Fußballabteilung des Polizeivereins mit der Fußballsektion des SKV Feuerwehr. In den letzten Jahren gewann der Verein als Polizei/Feuerwehr viermal den Wiener Toto-Cup. Im Jahr 2003 erfolgte die Umbenennung der Sektion in PSV Team für Wien und 2004 der erstmalige Aufstieg in die Regionalliga Ost, in der die Mannschaft auch im aktuellen Spieljahr 2012/13 vertreten ist.

### Gewichtheben
1910 gründeten Stemmer und Ringer den Polizei-Kraftsportklub, den Vorläufer der heutigen Polizeisportvereinigung, die nach dem Ersten Weltkrieg 1918 abermals von den Stemmern und Ringern gegründet wurde. Trainiert wurde in den Hofstallungen und im Prater Tennisklub. Im Jahr 1923 wurde die Trainingshalle in der Postgasse (1. Bezirk) erworben und diente bis Ende der 80er als Heimstätte der Sektion Gewichtheben. Danach musste bis zum Jahr 1999 die Sektion ihren sportlichen Betrieb mangels Athleten einstellen.
Die Athleten der Sektion Gewichtheben konnten neben 10 Staatsmeistertitel mit der Mannschaft (1931, 1932, 1933, 1934, 1938, 1939, 1940, 1941, 1942 und 1947) sowie 1946 im Mittelschwergewicht, zwei Titel bei den Deutschen Mannschaftsmeisterschaften und fünf Titel bei der Wiener Mannschaftsmeisterschaft (1929, 1931, 1932, 1934 und 1940) auch beachtliche Erfolge in den Einzelbewerben erzielen. Die erfolgreichsten Athleten waren Karl Hipfinger (Bronzemedaille Olympische Spiele 1932 Los Angeles, Europameister 1929, siebenmal Österreichischer Staatsmeister 1926, 1927, 1928, 1929, 1930, 1931 und 1932, vier Weltrekorde) und Anton Richter (Medaillengewinner bei Europa- und Weltmeisterschaften, zwölfmal Österreichischer Staatsmeister 1935, 1936, 1937, 1938, 1940, 1941, 1946, 1948, 1949, 1950, 1951 und 1952, sechs Weltrekorde).
Neben Hipfinger und Richter wurden noch folgende Athleten Österreichische Staatsmeister: Anton Hangel (1934), Alois Schöbinger (1938, 1939, 1940 und 1941), Ernst Hermann (1939, 1940, 1942 und 1943), Josef Stropek (1939, 1940, 1941, 1942 und 1943), Johann von Szabados (1942) und Fritz Haller (1946). In der Zeit zwischen 1938 und 1943 wurden einige Athleten auch Deutsche Meister: Anton Richter (1939, 1940 und 1941), Alois Schöbinger (1941), Johann von Szabados (1942 und 1943) und Ernst Hermann (1943). Des Weiteren erreichte die Sektion noch zahlreiche Einzeltitel bei Wiener Meisterschaften, Österreichischen Junioren- und Seniorenmeisterschaften sowie bei den Europa- und Weltmeisterschaften der Senioren.
Mit Beginn des Jahres 1999 wurde eine Wettkampfgemeinschaft zwischen der Sektion Gewichtheben der PSV WIEN und dem Wiener Traditionsverein KSC ARGOS / AK HERMANN gebildet. Sektionsleiter ist gegenwärtig Kontrollinspektor a. D. Stoifl Alois. Die Trainingsstätte befindet sich in der Sportanlage Kendlerstraße (Red-Star-Platz) in 1160 Wien.

### Judo
| Jahr | Name             | Kategorie     |
| ---- | ---------------- | ------------- |
| 1952 | Franz Neubauer   | 2. Kyu        |
| 1953 | Robert Jaquemond | 2. DAN        |
| 1953 | Mannschaft       | Mannschaft    |
| 1955 | Robert Jaquemond | DAN Kl.       |
| 1956 | Robert Jaquemond | DAN Kl. SG    |
| 1957 | Walter Gauhs     | DAN MG        |
| 1957 | Robert Jaquemond | DAN SG        |
| 1958 | Leopold Korner   | DAN SG        |
| 1958 | Mannschaft       | Mannschaft    |
| 1959 | Walter Gauhs     | DAN MG        |
| 1959 | Robert Jaquemond | DAN SG        |
| 1959 | Istvan György    | 6. ‐2. Kyu SG |
| 1959 | Istvan György    | 6. ‐2. Kyu SG |
| 1961 | Leopold Korner   | DAN SG        |
| 1961 | Rudolf Krestan   | Kyu SG        |
| 1962 | Werner Biffl     | Kyu MG        |
| 1965 | Peter Grosser    | ‐80 kg        |

Gründung der Sektion 1946 (noch ohne eigenen Sektionsleiter). 1952 holte Robert Jaquemond trotz seines Handicaps einer gebrochenen Hand den Europameistertitel im Judo nach Wien und zusätzlich einen zweiten Platz in der All-Kategorie. Ein weiterer Leistungsbeweis folgte 1954 – die Judostaffel der Polizeisportvereinigung erkämpfte in einem Vergleichsturnier den Sieg über die Polizeimannschaft von London. Und wieder war es Jaquemond, der das hohe Leistungsniveau verdeutlichte. In einem abschließenden Schaukampf schlägt er im Alleingang nacheinander alle zehn Kämpfer der Londoner Auswahl. Durch das Team der ersten Stunde war somit ein solides Fundament für die weitere Aufbauarbeit der Sektion gelegt worden.
1953 und 1958 gewann PSV Wien die österreichische Mannschaftsmeisterschaft.
1955 Übersiedlung in die neuen Trainingsräumlichkeiten der Roßauerkaserne. Franz Nimführ wird der erste Sektionsleiter der Sektion Judo. Nicht selten bestand in den 1950er und 1960er Jahren die Nationalmannschaft nahezu ausschließlich aus den Kämpfern der Sektion Judo. Bereits bei der ersten Weltmeisterschaft in dieser Sportart (1956 in Tokio) belegte Walter Gauhs den fünften Rang für Österreich und erkämpfte 1958 den Titel des Europameisters.
1959 erfolgte im Auftrag des Innenministeriums die Heranbildung eigener Judo-Instruktoren unter der Leitung von Franz Nimführ. Unter den ersten Instruktoren fanden sich Erfolgsgewohnte, wie Walter Gauhs, Robert Jaquemond, Leopold Korner, Franz Neubauer, Fritz Svihalek und Rudolf Zwickl. Später, unter dem Sektionsleiter Leopold Korner (ab 1960) wurde das Angebot an Selbstverteidigungskursen für das breite Publikum geöffnet.
Das Trainingsangebot darf sich aber nicht allein auf den Wettkämpfernachwuchs konzentrieren, sondern muss ebenso den Gesundheitssportler ansprechen. Dies ist eine Maxime der langjährigen Arbeit von Trainer Fritz Svihalek, der ab 1975 die Sektion leitete. Neben dem österreichweit zurückgehenden Interesse an Judo machte sich 1995 besonders schmerzlich der Verlust der angestammten Trainingsräumlichkeiten nach dem Umzug in das BRG Glasergasse 1090 Wien bemerkbar.
Nach langer Krankheit des Sektionsleiters Fritz Svihalek wurde Ende 2002 die Sektionsleitung dem stellvertretenden Sektionsleiter Manfred Hofbauer übergeben. Sektions-Stellvertreter Joachim Jira organisiert im Mai 2003 den Umzug in das Bundeskriminalamt am Josef-Holaubek-Platz. Damit begann eine neue Ära der Sektion. Im September 2003 wurde ein weiter Trainingsstützpunkt in der evangelischen Volksschule Wien 2 eröffnet. Durch diesen Stützpunkt war erstmals seit langer Zeit wieder ein deutlicher Kinderzuwachs in der Sektion zu verzeichnen.
Mit 1. Jänner 2007 übernahm der bisherige stellvertretende Sektionsleiter Joachim Jira die Führung der Sektion Judo. Das Sportangebot der Sektion Judo wurde mit Herbst 2007 in das Programm „Fit für Österreich“ der BSO aufgenommen. Gleichzeitig wurde auch der hohe Qualitätsstandard im Bereich des Trainings mit dem Fit-Qualitätssiegel ausgezeichnet.

### Golf
Die Sektion Golf wurde am 22. April 2003 in den Räumlichkeiten des Polizeikommissariates Innere Stadt gegründet. Die Sektion wuchs rasant und weist derzeit den höchsten Mitgliederstand aller Sektionen der Polizeisportvereinigung Wien auf (ca. 1.800/Stand 2018).

### Wasserball
Im Jahr 1946 gewannen die Wasserballer die österreichische Bundesligameisterschaft.

## Sportanlage
Das Freizeit- und Dienstsportzentrum der Polizeisportvereinigung befindet sich im Stadtteil Kaisermühlen. Es wurde 1949 von Beamten der Alarmabteilung auf der Halbinsel Kleines Gänsehäufel direkt an der Alten Donau errichtet und umfasst nach einer Generalsanierung im Jahr 2000 neben Fußballplätzen, Leichtathletik- und Fitnessanlagen mit jedem heute erdenklichen Komfort (Saunen usw.) auch ein eigenes Polizeibad. Angeschlossen sind moderne Seminarräume, eine Kegelbahn und eine eigene Kantine.